# خرم (تشلاو)
خرم (بالفارسية: خرم) هي قرية تقع في إيران في مازندران. يقدر عدد سكانها بـ 59 نسمة بحسب إحصاء 2016.